# Wilhelm Freddie
Wilhelm Freddie właściwe Christian Frederik Wilhelm Carlsen (ur. 7 stycznia 1909 w Kopenhadze, zm. 26 października 1995 tamże) – duński malarz.
Tworzył w duchu konstruktywizmu, w 1927 odkrył surrealizm. Był pod wpływem Salvadora Dalego, dzięki któremu wypracował technikę drobiazgowego przekazu pozwalającą mu na przedstawienie swoich fantazji z właściwą sobie agresją. Zajmował się również redagowaniem pism „Lenien” i „Konkretion”.
W 1937 jego wystawa została zamknięta przez policję pod zarzutem szerzenia pornografii. W 1942 schronił się do Szwecji, gdzie przebywał 8 lat. Po wojnie zaczął używać geometrycznych form, jego prace przepojone były erotyzmem i humorem.